# Soulmaz Abbasi
Soulmaz Abbasi (persisch سولماز عباسی آزاد, auch Soulmaz Abbasi Azad, * 19. Januar 1984 in Teheran) ist eine iranische Ruderin und Teilnehmerin an den Olympischen Sommerspielen 2012.

## Karriere
Soulmaz Abbasi Azad begann 2009 mit dem Rudersport und gewann bei den Asienspielen 2010 in Guangzhou mit Homeira Barzegar, Maryam Saeidi Kharayem und Nasim Benyaghoub die Bronzemedaille im Leichtgewichts-Doppelvierer hinter den Booten aus China und Vietnam. 2011 startete sie im Leichtgewichts-Doppelzweier bei den Weltmeisterschaften in Bled. Zusammen mit Maryam Saeidi Kharayem belegte sie den fünften Platz im D-Finale, was am Ende Platz 23 bedeutete.
Im April 2012 qualifizierte sie sich im Einer bei der Qualifikationsregatta in Chungju für die Olympischen Sommerspiele 2012. Anschließend startete sie im Einer in Luzern beim Weltcup, wo sie den 14. Platz belegte. Bei den Olympischen Sommerspielen in London belegte sie den sechsten Platz im Vorlauf und musste damit in den Hoffnungslauf. Durch den zweiten Platz im Hoffnungslauf gelang ihr der Sprung ins Viertelfinale der besten 24 Boote. Im Viertelfinale belegte sie wieder den sechsten Platz und verpasste es damit, unter die besten 12 zu kommen und ging in das Halbfinale C/D. Nach zwei weiteren sechsten Plätzen im Halbfinale und dem D-Finale belegte sie in der Endabrechnung den 24. Platz bei den Wettbewerben auf dem Dorney Lake.
Ein Jahr später gewann sie die Silbermedaille im Leichtgewichts-Doppelvierer bei den Asienmeisterschaften 2013 in Lu’an. Im Jahr 2014 startete sie im Weltcup auf dem Lac d’Aiguebelette in Savoyen (Frankreich) im Leichtgewichts-Einer und erreichte den 12. Platz. Anschließend machte sie bei den Asienspielen 2014 in Incheon einen Doppelstart im Leichtgewichts-Einer und Leichtgewichts-Doppelvierer. Dabei gewann sie die Bronzemedaille im Leichtgewichts-Einer hinter Ji Yoo-jin  aus Südkorea und Lee Ka Man aus Hongkong. Auch im Leichtgewichts-Doppelvierer gewann sie mit Homeira Barzegar, Nazanin Malaei und Mahsa Javar die Bronzemedaille hinter den Crews aus China und Vietnam.

## Internationale Erfolge
- 2010: Bronzemedaille Asienspiele im Leichtgewichts-Doppelvierer
- 2011: 23. Platz Weltmeisterschaften im Leichtgewichts-Doppelzweier
- 2012: 24. Platz Olympische Sommerspiele im Einer
- 2013: Silbermedaille Asienmeisterschaften im Leichtgewichts-Doppelvierer
- 2014: Bronzemedaille Asienspiele im Leichtgewichts-Einer
- 2014: Bronzemedaille Asienspiele im Leichtgewichts-Doppelvierer